# Phygadeuon nitidus
Phygadeuon nitidus är en stekelart som beskrevs av Johann Ludwig Christian Gravenhorst 1829. Phygadeuon nitidus ingår i släktet Phygadeuon och familjen brokparasitsteklar. Arten är reproducerande i Sverige. Inga underarter finns listade i Catalogue of Life.